# دميانوس قطار
دميانوس قطار (1960 في جزين، لبنان -) أكاديمي وخبير اقتصادي لبناني، شغل منصب وزير البيئة وشؤون التنمية الإدارية في حكومة حسان دياب في 21 يناير 2020،، وفي 10 أغسطس 2020، استقالت الحكومة، وتولى تصريف الأعمال لحين تشكيل حكومة نجيب ميقاتي الثالثة في 10 سبتمبر 2021، كما شغل منصب وزير المالية والاقتصاد عام 2005، وهو مؤسس وعميد كلية إدارة الأعمال في الجامعة الأنطونية، ودرّس في جامعة القديس يوسف، وجامعة الحكمة ببيروت.

## استقالته من الحكومة
قدم دميانوس استقالته من الحكومة في 9 أغسطس 2020، وذلك على خلفية الانفجار الذي حصل في مرفأ بيروت في 4 أغسطس 2020.